# Cladorhizidae
Cladorhizidae — родина хижих губок ряду Poecilosclerida. На відміну від більшості губок, вони не фільтрують поживу, а полюють на дрібних безхребетних, переважно на ракоподібних та їхніх личинок. Мешкають, переважно, на великій глибині на морському дні, хоча печерні види виявлені у Середземному морі на глибині всього 20 м.

## Опис
Тіло має витягнуту, підняту над субстратом форму і утворює численні вирости і філаменти, які можуть розгалужуватися. Така форма служить для збільшення площі ловчої поверхні. На відміну від усього іншого тіла вирости густо вкриті специфічними для хижих губок макро- і мікросклерами з гачками різноманітної форми. Так як ці губки не використовують фільтрацію, майже у всіх представників сильно редукувана або повністю відсутня водоносна система і хоаноцити. Вся здобич потрапляє в мезохіл, розпадаючись там на більш дрібні частини, поглинається фагоцитами. Клітини хижих губок мають високу рухливість і низький рівнем диференціювання.

## Роди
- Abyssocladia Lévi, 1964[2]
- Abyssosdiskos Ekins, Erpenbeck, Goudie & Hooper, 2020
- Asbestopluma Topsent, 1901
- Axoniderma Ridley & Dendy, 1886[2]
- Bathytentacular Ekins, Erpenbeck, Goudie & Hooper, 2020[2][3]
- Cercicladia Rios, Kelly & Vacelet, 2011
- Chondrocladia Thomson, 1873
- Cladorhiza Sars, 1872
- Euchelipluma Topsent, 1909
- Koltunicladia Hestetun, Vacelet, Boury-Esnault, Borchiellini, Kelly, Rios, Cristobo & Rapp, 2016
- Lollipocladia Vacelet, 2008
- Lycopodina Lundbeck, 1905[2]
- Nullarbora Ekins, Erpenbeck, Goudie & Hooper, 2020[2]